# Take It Like a Man
Take It Like a Man – minialbum Shannon Curfman z 2006 roku, drugi w jej karierze album i pierwszy wydany przez jej własną wytwórnię płytową, Purdy Records.

## Lista utworów
1. Stone Cold Bitch - 3:48
2. Do Me - 3:39
3. Little Things - 3:27
4. Tangled - 4:01
5. Sex Type Thing - 3:46

## Wykonawcy
- Shannon Curfman - gitara, wokal
- Marlon Young - gitara
- Jeff "Shakey" Fowlkes - perkusja (utwory 2 i 3)
- Eric Hoegemeyer: - perkusja (utwory 1,4 i 5)
- Jimmie Bones - instrumenty klawiszowe
- Marlon Young - gitara basowa